# Mistrovství světa ve fotbale 2002 (soupisky)
Soupisky na Mistrovství světa ve fotbale 2002, které se hrálo v Jižní Koreji a Japonsku.
| Zlato               | Stříbro            | Bronz              |
| ------------------- | ------------------ | ------------------ |
| Brazílie • Soupiska | Německo • Soupiska | Turecko • Soupiska |

## Skupina A

### Dánsko
Hlavní trenér: Morten Olsen

| Jméno               | Datum narození     | Datum úmrtí | Klub                 |
| Brankáři            | Brankáři           | Brankáři    | Brankáři             |
| ------------------- | ------------------ | ----------- | -------------------- |
| Thomas Sørensen     | 12. června 1976    |             | Sunderland AFC       |
| Peter Kjær          | 05. listopadu 1965 |             | Aberdeen FC          |
| Jesper Christiansen | 24. dubna 1978     |             | Vejle Boldklub       |
| Obránci             |                    |             |                      |
| René Henriksen      | 27. srpna 1969     |             | Panathinaikos FC     |
| Martin Laursen      | 26. července 1977  |             | AC Milán             |
| Jan Heintze –       | 17. srpna 1963     |             | PSV Eindhoven        |
| Thomas Helveg       | 24. června 1971    |             | AC Milán             |
| Niclas Jensen       | 17. srpna 1974     |             | Manchester City FC   |
| Steven Lustü        | 13. dubna 1971     |             | FK Lyn               |
| Kasper Bøgelund     | 8. října 1980      |             | PSV Eindhoven        |
| Záložníci           |                    |             |                      |
| Stig Tøfting        | 14. srpna 1969     |             | Bolton Wanderers FC  |
| Thomas Gravesen     | 11. března 1976    |             | Everton FC           |
| Jesper Grønkjær     | 12. srpna 1977     |             | Chelsea FC           |
| Martin Jørgensen    | 6. října 1975      |             | Udinese Calcio       |
| Claus Jensen        | 29. dubna 1977     |             | Charlton Athletic FC |
| Jan Michaelsen      | 28. listopadu 1970 |             | Panathinaikos FC     |
| Christian Poulsen   | 28. února 1980     |             | FC Kodaň             |
| Dennis Rommedahl    | 22. července 1978  |             | PSV Eindhoven        |
| Brian Steen Nielsen | 28. prosince 1968  |             | Malmö FF             |
| Útočníci            |                    |             |                      |
| Jon Dahl Tomasson   | 29. srpna 1976     |             | Feyenoord            |
| Ebbe Sand           | 19. července 1972  |             | FC Schalke 04        |
| Peter Løvenkrands   | 29. ledna 1980     |             | Rangers FC           |
| Peter Madsen        | 26. dubna 1978     |             | Brøndby IF           |

### Francie
Hlavní trenér: Roger Lemerre

| Jméno                | Datum narození    | Datum úmrtí | Klub                     |
| Brankáři             | Brankáři          | Brankáři    | Brankáři                 |
| -------------------- | ----------------- | ----------- | ------------------------ |
| Ulrich Ramé          | 19. září 1972     |             | FC Girondins de Bordeaux |
| Fabien Barthez       | 28. června 1971   |             | Manchester United FC     |
| Grégory Coupet       | 31. prosince 1972 |             | Olympique Lyon           |
| Obránci              |                   |             |                          |
| Vincent Candela      | 24. října 1973    |             | AS Řím                   |
| Bixente Lizarazu     | 9. prosince 1969  |             | FC Bayern Mnichov        |
| Philippe Christanval | 31. srpna 1978    |             | FC Barcelona             |
| Marcel Desailly –    | 7. září 1968      |             | Chelsea FC               |
| Mikaël Silvestre     | 9. srpna 1977     |             | Manchester United FC     |
| Lilian Thuram        | 1. ledna 1972     |             | Juventus FC              |
| Frank Leboeuf        | 22. ledna 1968    |             | Olympique Marseille      |
| Willy Sagnol         | 18. března 1977   |             | FC Bayern Mnichov        |
| Záložníci            |                   |             |                          |
| Patrick Vieira       | 23. června 1976   |             | Arsenal FC               |
| Youri Djorkaeff      | 9. března 1968    |             | Bolton Wanderers FC      |
| Claude Makélélé      | 18. února 1973    |             | Real Madrid              |
| Zinédine Zidane      | 23. června 1972   |             | Real Madrid              |
| Alain Boghossian     | 27. října 1970    |             | Parma FC                 |
| Emmanuel Petit       | 22. září 1970     |             | Chelsea FC               |
| Johan Micoud         | 24. července 1973 |             | Parma FC                 |
| Útočníci             |                   |             |                          |
| Djibril Cissé        | 12. srpna 1981    |             | AJ Auxerre               |
| Sylvain Wiltord      | 10. května 1974   |             | Arsenal FC               |
| Thierry Henry        | 17. srpna 1977    |             | Arsenal FC               |
| David Trézéguet      | 15. října 1977    |             | Juventus FC              |
| Christophe Dugarry   | 24. března 1972   |             | FC Girondins de Bordeaux |

### Senegal
Hlavní trenér:  Bruno Metsu

| Jméno             | Datum narození    | Datum úmrtí                         | Klub                   |
| Brankáři          | Brankáři          | Brankáři                            | Brankáři               |
| ----------------- | ----------------- | ----------------------------------- | ---------------------- |
| Tony Sylva        | 17. května 1975   |                                     | AS Monaco              |
| Omar Diallo       | 28. září 1972     |                                     | Olympique Khouribga    |
| Kalidou Cissokho  | 14. prosince 1972 |                                     | ASC Jeanne d'Arc       |
| Obránci           |                   |                                     |                        |
| Omar Daf          | 12. února 1977    |                                     | FC Sochaux-Montbéliard |
| Papa Malick Diop  | 29. prosince 1974 |                                     | FC Lorient             |
| Alassane N'Dour   | 12. prosince 1981 |                                     | AS Saint-Étienne       |
| Aliou Cissé –     | 24. března 1976   |                                     | Montpellier HSC        |
| Lamine Diatta     | 2. července 1975  |                                     | Stade Rennais FC       |
| Ferdinand Coly    | 10. září 1973     |                                     | RC Lens                |
| Habib Beye        | 19. října 1977    |                                     | RC Strasbourg Alsace   |
| Záložníci         |                   |                                     |                        |
| Pape Sarr         | 7. prosince 1977  |                                     | RC Lens                |
| Khalilou Fadiga   | 30. prosince 1974 |                                     | AJ Auxerre             |
| Amdy Faye         | 12. března 1977   |                                     | AJ Auxerre             |
| Moussa N'Diaye    | 20. února 1979    |                                     | CS Sedan               |
| Salif Diao        | 10. února 1977    |                                     | CS Sedan               |
| Papa Bouba Diop   | 28. ledna 1978    | 29. listopadu 2020 (ve věku 42 let) | RC Lens                |
| Sylvain N'Diaye   | 25. června 1976   |                                     | Lille OSC              |
| Makhtar N'Diaye   | 31. prosince 1981 |                                     | Stade Rennais FC       |
| Útočníci          |                   |                                     |                        |
| Henri Camara      | 10. května 1977   |                                     | CS Sedan               |
| Amara Traoré      | 25. září 1965     |                                     | FC Gueugnon            |
| Souleymane Camara | 22. prosince 1982 |                                     | AS Monaco              |
| El Hadji Diouf    | 15. ledna 1981    |                                     | RC Lens                |
| Pape Thiaw        | 5. února 1981     |                                     | RC Strasbourg Alsace   |

### Uruguay
Hlavní trenér: Víctor Púa

| Jméno                 | Datum narození    | Datum úmrtí                        | Klub                 |
| Brankáři              | Brankáři          | Brankáři                           | Brankáři             |
| --------------------- | ----------------- | ---------------------------------- | -------------------- |
| Fabián Carini         | 26. prosince 1979 |                                    | Juventus FC          |
| Gustavo Munúa         | 27. ledna 1978    |                                    | Nacional Montevideo  |
| Federico Elduayen     | 25. června 1977   |                                    | CA Peñarol           |
| Obránci               |                   |                                    |                      |
| Gustavo Méndez        | 3. února 1971     |                                    | Nacional Montevideo  |
| Alejandro Lembo       | 15. února 1978    |                                    | Nacional Montevideo  |
| Paolo Montero –       | 3. září 1971      |                                    | Juventus FC          |
| Darío Rodríguez       | 17. září 1974     |                                    | CA Peñarol           |
| Gonzalo Sorondo       | 9. října 1979     |                                    | Inter Milán          |
| Joe Bizera            | 17. května 1980   |                                    | CA Peñarol           |
| Záložníci             |                   |                                    |                      |
| Pablo García          | 11. května 1977   |                                    | Benátky FC           |
| Gianni Guigou         | 22. února 1975    |                                    | AS Řím               |
| Fabián O'Neill        | 14. října 1973    | 25. prosince 2022 (ve věku 49 let) | AC Perugia Calcio    |
| Marcelo Romero        | 4. července 1976  |                                    | Málaga CF            |
| Mario Regueiro        | 14. září 1978     |                                    | Racing de Santander  |
| Álvaro Recoba         | 17. března 1976   |                                    | Inter Milán          |
| Gonzalo de los Santos | 19. července 1976 |                                    | Valencia CF          |
| Útočníci              |                   |                                    |                      |
| Gustavo Varela        | 14. května 1978   |                                    | Nacional Montevideo  |
| Darío Silva           | 2. listopadu 1972 |                                    | Málaga CF            |
| Federico Magallanes   | 22. srpna 1976    |                                    | Benátky FC           |
| Sebastián Abreu       | 17. října 1976    |                                    | Cruz Azul            |
| Nicolás Olivera       | 30. května 1978   |                                    | Sevilla FC           |
| Richard Morales       | 21. února 1975    |                                    | Nacional Montevideo  |
| Diego Forlán          | 19. května 1979   |                                    | Manchester United FC |

## Skupina B

### Paraguay
Hlavní trenér:  Cesare Maldini

| Jméno                 | Datum narození    | Datum úmrtí | Klub                 |
| Brankáři              | Brankáři          | Brankáři    | Brankáři             |
| --------------------- | ----------------- | ----------- | -------------------- |
| José Luis Chilavert – | 27. července 1965 |             | RC Strasbourg Alsace |
| Justo Villar          | 30. června 1977   |             | Club Libertad        |
| Ricardo Tavarelli     | 2. srpna 1970     |             | Club Olimpia         |
| Obránci               |                   |             |                      |
| Francisco Arce        | 2. dubna 1971     |             | Palmeiras            |
| Pedro Sarabia         | 5. července 1975  |             | CA River Plate       |
| Carlos Gamarra        | 17. února 1971    |             | AEK Atény            |
| Celso Ayala           | 20. srpna 1970    |             | River Plate          |
| Juan Carlos Franco    | 17. dubna 1973    |             | Club Olimpia         |
| Julio César Cáceres   | 5. října 1979     |             | Club Olimpia         |
| Daniel Sanabria       | 8. února 1977     |             | Club Libertad        |
| Denis Caniza          | 29. srpna 1974    |             | Santos Laguna        |
| Záložníci             |                   |             |                      |
| Estanislao Struway    | 25. června 1968   |             | Club Libertad        |
| Guido Alvarenga       | 24. srpna 1970    |             | Club León            |
| Roberto Acuña         | 25. března 1972   |             | Real Zaragoza        |
| Carlos Paredes        | 16. července 1976 |             | FC Porto             |
| Diego Gavilán         | 1. března 1980    |             | Tecos FC             |
| Carlos Bonet          | 2. října 1977     |             | Club Libertad        |
| Gustavo Morínigo      | 23. ledna 1977    |             | Club Libertad        |
| Útočníci              |                   |             |                      |
| Richart Báez          | 31. července 1973 |             | Club Olimpia         |
| Roque Santa Cruz      | 16. srpna 1981    |             | FC Bayern Mnichov    |
| Jorge Luis Campos     | 11. srpna 1970    |             | Universidad Católica |
| José Cardozo          | 19. března 1971   |             | Deportivo Toluca FC  |
| Nelson Cuevas         | 10. ledna 1980    |             | CA River Plate       |

### Slovinsko
Hlavní trenér: Srečko Katanec

| Jméno               | Datum narození     | Datum úmrtí                     | Klub                 |
| Brankáři            | Brankáři           | Brankáři                        | Brankáři             |
| ------------------- | ------------------ | ------------------------------- | -------------------- |
| Marko Simeunovič    | 6. prosince 1967   |                                 | NK Maribor           |
| Mladen Dabanovič    | 13. září 1971      |                                 | KSC Lokeren          |
| Dejan Nemec         | 1. března 1977     |                                 | Club Brugge KV       |
| Obránci             |                    |                                 |                      |
| Goran Sankovič      | 18. června 1979    | 4. června 2022 (ve věku 42 let) | SK Slavia Praha      |
| Željko Milinovič    | 12. října 1969     |                                 | JEF United Čiba      |
| Muamer Vugdalič     | 25. srpna 1977     |                                 | NK Maribor           |
| Marinko Galic       | 22. dubna 1970     |                                 | FC Koper             |
| Aleksander Knavs    | 5. prosince 1975   |                                 | 1. FC Kaiserslautern |
| Saša Gajser         | 11. února 1974     |                                 | KAA Gent             |
| Amir Karić          | 31. prosince 1973  |                                 | NK Maribor           |
| Spasoje Bulajič     | 24. listopadu 1975 |                                 | 1. FC Köln           |
| Záložníci           |                    |                                 |                      |
| Džoni Novak         | 4. září 1969       |                                 | SpVgg Unterhaching   |
| Aleš Čeh –          | 7. dubna 1968      |                                 | Grazer AK            |
| Zlatko Zahovič      | 1. února 1971      |                                 | Benfica Lisabon      |
| Miran Pavlin        | 8. října 1971      |                                 | FC Porto             |
| Rajko Tavčar        | 21. července 1974  |                                 | 1. FC Norimberk      |
| Zoran Pavlović      | 27. června 1976    |                                 | FK Austria Vídeň     |
| Nastja Čeh          | 26. ledna 1978     |                                 | Club Brugge KV       |
| Útočníci            |                    |                                 |                      |
| Milan Osterc        | 4. července 1975   |                                 | Hapoel Tel Aviv FC   |
| Mladen Rudonja      | 26. července 1971  |                                 | Portsmouth FC        |
| Senad Tiganj        | 28. srpna 1975     |                                 | NK Olimpija Lublaň   |
| Milenko Ačimovič    | 15. února 1977     |                                 | Red Star Belgrade    |
| Sebastjan Cimirotič | 14. září 1974      |                                 | US Lecce             |

### Jihoafrická republika
Hlavní trenér: Jomo Sono

| Jméno                | Datum narození     | Datum úmrtí                   | Klub                 |
| Brankáři             | Brankáři           | Brankáři                      | Brankáři             |
| -------------------- | ------------------ | ----------------------------- | -------------------- |
| Hans Vonk            | 30. ledna 1970     |                               | SC Heerenveen        |
| André Arendse        | 27. června 1967    |                               | Santos Cape Town     |
| Calvin Marlin        | 20. dubna 1976     |                               | Ajax Cape Town FC    |
| Obránci              |                    |                               |                      |
| Cyril Nzama          | 26. června 1974    |                               | Kaizer Chiefs FC     |
| Bradley Carnell      | 21. ledna 1977     |                               | VfB Stuttgart        |
| Aaron Mokoena        | 25. listopadu 1980 |                               | Beerschot AC         |
| Jacob Lekgetho       | 24. března 1974    | 9. září 2008 (ve věku 34 let) | FK Lokomotiv Moskva  |
| Pierre Issa          | 12. září 1975      |                               | Watford FC           |
| Lucas Radebe –       | 12. dubna 1969     |                               | Leeds United FC      |
| Thabang Molefe       | 11. dubna 1979     |                               | Jomo Cosmos FC       |
| Záložníci            |                    |                               |                      |
| MacBeth Sibaya       | 25. listopadu 1977 |                               | Jomo Cosmos FC       |
| Quinton Fortune      | 21. května 1977    |                               | Manchester United FC |
| Thabo Mngomeni       | 24. června 1969    |                               | Orlando Pirates      |
| MacDonald Mukansi    | 26. května 1975    |                               | PFK Lokomotiv Sofia  |
| Bennett Mnguni       | 18. března 1974    |                               | FK Lokomotiv Moskva  |
| Jabu Pule            | 11. července 1980  |                               | Kaizer Chiefs FC     |
| Teboho Mokoena       | 10. července 1974  |                               | FC St. Gallen        |
| Sibusiso Zuma        | 23. června 1975    |                               | FC Kodaň             |
| Delron Buckley       | 7. prosince 1977   |                               | VfL Bochum           |
| Steven Pienaar       | 17. března 1982    |                               | AFC Ajax             |
| Útočníci             |                    |                               |                      |
| Siyabonga Nomvethe   | 2. prosince 1977   |                               | Udinese Calcio       |
| Benni McCarthy       | 12. listopadu 1977 |                               | FC Porto             |
| George Koumantarakis | 27. března 1974    |                               | FC Basilej           |

### Španělsko
Hlavní trenér: José Antonio Camacho

| Jméno               | Datum narození     | Datum úmrtí | Klub                   |
| Brankáři            | Brankáři           | Brankáři    | Brankáři               |
| ------------------- | ------------------ | ----------- | ---------------------- |
| Iker Casillas       | 20. května 1981    |             | Real Madrid            |
| Ricardo             | 30. prosince 1971  |             | Real Valladolid        |
| Pedro Contreras     | 7. ledna 1972      |             | Málaga CF              |
| Obránci             |                    |             |                        |
| Curro Torres        | 27. prosince 1976  |             | Valencia CF            |
| Juanfran            | 15. července 1976  |             | Celta de Vigo          |
| Carles Puyol        | 13. dubna 1978     |             | FC Barcelona           |
| Fernando Hierro –   | 23. března 1968    |             | Real Madrid            |
| Enrique Romero      | 23. června 1971    |             | Deportivo de La Coruña |
| Miguel Ángel Nadal  | 28. července 1966  |             | RCD Mallorca           |
| Záložníci           |                    |             |                        |
| Iván Helguera       | 18. března 1975    |             | Real Madrid            |
| Rubén Baraja        | 11. července 1975  |             | Valencia CF            |
| David Albelda       | 1. září 1977       |             | Valencia CF            |
| Gaizka Mendieta     | 27. března 1974    |             | SS Lazio               |
| Juan Carlos Valerón | 17. června 1975    |             | Deportivo de La Coruña |
| Sergio              | 10. listopadu 1976 |             | Deportivo de La Coruña |
| Xavi                | 25. ledna 1980     |             | FC Barcelona           |
| Luis Enrique        | 8. května 1970     |             | FC Barcelona           |
| Joaquín             | 21. července 1981  |             | Betis Sevilla          |
| Útočníci            |                    |             |                        |
| Raúl                | 27. června 1977    |             | Real Madrid            |
| Fernando Morientes  | 5. dubna 1976      |             | Real Madrid            |
| Diego Tristán       | 5. ledna 1976      |             | Deportivo de La Coruña |
| Javier de Pedro     | 4. srpna 1973      |             | Real Sociedad          |
| Albert Luque        | 11. března 1978    |             | RCD Mallorca           |

## Skupina C

### Brazílie
Hlavní trenér: Luiz Felipe Scolari

| Jméno            | Datum narození     | Datum úmrtí | Klub                   |
| Brankáři         | Brankáři           | Brankáři    | Brankáři               |
| ---------------- | ------------------ | ----------- | ---------------------- |
| Marcos           | 4. srpna 1973      |             | Palmeiras              |
| Dida             | 7. října 1973      |             | Corinthians            |
| Rogério Ceni     | 22. ledna 1973     |             | São Paulo FC           |
| Obránci          |                    |             |                        |
| Cafu –           | 7. června 1970     |             | AS Řím                 |
| Lúcio            | 8. května 1978     |             | Bayer 04 Leverkusen    |
| Roque Júnior     | 31. srpna 1976     |             | AC Milán               |
| Edmílson         | 10. července 1976  |             | Olympique Lyon         |
| Roberto Carlos   | 10. dubna 1973     |             | Real Madrid            |
| Juliano Belletti | 20. června 1976    |             | São Paulo FC           |
| Ânderson Polga   | 9. února 1979      |             | Grêmio                 |
| Júnior           | 20. června 1973    |             | Parma FC               |
| Záložníci        |                    |             |                        |
| Ricardinho       | 23. května 1976    |             | Corinthians            |
| Gilberto Silva   | 7. října 1976      |             | CA Mineiro             |
| Rivaldo          | 19. dubna 1972     |             | FC Barcelona           |
| Ronaldinho       | 21. března 1980    |             | Paris Saint-Germain FC |
| Kléberson        | 19. června 1979    |             | CA Paranaense          |
| Vampeta          | 13. března 1974    |             | Corinthians            |
| Juninho          | 22. února 1973     |             | Middlesbrough FC       |
| Kaká             | 22. dubna 1982     |             | São Paulo FC           |
| Útočníci         |                    |             |                        |
| Ronaldo          | 22. září 1976      |             | Inter Milán            |
| Denílson         | 24. srpna 1977     |             | Betis Sevilla          |
| Edílson          | 17. září 1971      |             | Cruzeiro Esporte Clube |
| Luizão           | 14. listopadu 1975 |             | Grêmio                 |

### Čína
Hlavní trenér:  Bora Milutinović

| Jméno          | Datum narození    | Datum úmrtí                     | Klub                       |
| Brankáři       | Brankáři          | Brankáři                        | Brankáři                   |
| -------------- | ----------------- | ------------------------------- | -------------------------- |
| Čchi           | 21. června 1981   |                                 | Ta-lien Š’-te              |
| Ťiang Ťin      | 7. října 1969     |                                 | Tchien-ťin Teda            |
| Ou Čchu-liang  | 26. srpna 1968    |                                 | Jün-nan Chung-tcha         |
| Obránci        |                   |                                 |                            |
| Čang En-chua   | 28. dubna 1973    | 29. dubna 2021 (ve věku 48 let) | Ta-lien Š’-te              |
| Jang Pchu      | 30. března 1978   |                                 | Peking Čung-che Kuo-an     |
| Wu Čcheng-jing | 21. dubna 1975    |                                 | Šanghaj Šen-chua           |
| Fan Č’-i       | 22. ledna 1970    |                                 | Dundee FC                  |
| Sun Ťi-chaj    | 30. září 1977     |                                 | Manchester City FC         |
| Li Wej-feng    | 26. ledna 1978    |                                 | Šen-čen-š’                 |
| Tu Wej         | 9. února 1982     |                                 | Šanghaj Šen-chua           |
| Sü Jün-lung    | 17. února 1979    |                                 | Peking Čung-che Kuo-an     |
| Záložníci      |                   |                                 |                            |
| Šao Ťia-i      | 10. dubna 1980    |                                 | Peking Čung-che Kuo-an     |
| Li Tchie       | 18. září 1977     |                                 | Liao-ning Chung-jün        |
| Ma Ming-jü –   | 10. srpna 1972    |                                 | S’-čchuan Kuan-čcheng      |
| Jü Ken-wej     | 19. srpna 1976    |                                 | Tchien-ťin Teda            |
| Kao Jao        | 13. července 1977 |                                 | Šan-tung Lu-neng Tchaj-šan |
| Čao Ťün-če     | 18. dubna 1979    |                                 | Liao-ning Chung-jün        |
| Li Siao-pcheng | 5. listopadu 1976 |                                 | Šan-tung Lu-neng Tchaj-šan |
| Čchi Chung     | 3. června 1976    |                                 | Peking Žen-che             |
| Útočníci       |                   |                                 |                            |
| Chao Chaj-tung | 25. srpna 1970    |                                 | Ta-lien Š’-te              |
| Su Mao-čen     | 30. července 1972 |                                 | Šan-tung Lu-neng Tchaj-šan |
| Čchü Po        | 15. července 1981 |                                 | Čching-tao Čung-neng       |
| Jang Čchen     | 17. ledna 1974    |                                 | Eintracht Frankfurt        |

### Kostarika
Hlavní trenér: Alexandre Guimarães

| Jméno               | Datum narození    | Datum úmrtí                        | Klub               |
| Brankáři            | Brankáři          | Brankáři                           | Brankáři           |
| ------------------- | ----------------- | ---------------------------------- | ------------------ |
| Erick Lonnis        | 9. září 1965      |                                    | Deportivo Saprissa |
| Álvaro Mesen        | 24. prosince 1972 |                                    | LD Alajuelense     |
| Lester Morgan       | 2. května 1976    | 1. listopadu 2002 (ve věku 26 let) | CS Herediano       |
| Obránci             |                   |                                    |                    |
| Jervis Drummond     | 8. září 1976      |                                    | Deportivo Saprissa |
| Luis Marín          | 10. srpna 1974    |                                    | LD Alajuelense     |
| Mauricio Wright     | 20. prosince 1970 |                                    | CS Herediano       |
| Gilberto Martínez   | 1. října 1979     |                                    | Deportivo Saprissa |
| Juan José Rodríguez | 23. června 1967   |                                    | AD San Carlos      |
| Harold Wallace      | 7. září 1975      |                                    | LD Alajuelense     |
| Pablo Chinchilla    | 21. prosince 1978 |                                    | LD Alajuelense     |
| Carlos Castro       | 10. září 1978     |                                    | LD Alajuelense     |
| Záložníci           |                   |                                    |                    |
| Wilmer López        | 8. března 1971    |                                    | LD Alajuelense     |
| Mauricio Solís      | 13. prosince 1972 |                                    | LD Alajuelense     |
| Walter Centeno      | 6. října 1974     |                                    | Deportivo Saprissa |
| Hernán Medford –    | 23. května 1968   |                                    | Deportivo Saprissa |
| Rodrigo Cordero     | 4. prosince 1973  |                                    | CS Herediano       |
| Útočníci            |                   |                                    |                    |
| Rolando Fonseca     | 6. června 1974    |                                    | Deportivo Saprissa |
| Paulo Wanchope      | 31. července 1976 |                                    | Manchester City FC |
| Ronald Gómez        | 24. ledna 1975    |                                    | OFI Kréta          |
| Winston Parks       | 12. října 1981    |                                    | Udinese Calcio     |
| Daniel Vallejos     | 27. května 1981   |                                    | CS Herediano       |
| Steven Bryce        | 16. srpna 1977    |                                    | LD Alajuelense     |
| William Sunsing     | 12. května 1977   |                                    | CS Herediano       |

### Turecko
Hlavní trenér: Şenol Güneş

| Jméno            | Datum narození     | Datum úmrtí | Klub                |
| Brankáři         | Brankáři           | Brankáři    | Brankáři            |
| ---------------- | ------------------ | ----------- | ------------------- |
| Rüştü Reçber     | 10. května 1973    |             | Fenerbahçe SK       |
| Ömer Çatkıç      | 15. října 1974     |             | Gaziantepspor       |
| Zafer Özgültekin | 10. března 1975    |             | MKE Ankaragücü      |
| Obránci          |                    |             |                     |
| Emre Asik        | 13. prosince 1973  |             | Galatasaray SK      |
| Bülent Korkmaz   | 24. listopadu 1968 |             | Galatasaray SK      |
| Fatih Akyel      | 26. prosince 1977  |             | Fenerbahçe SK       |
| Alpay Özalan     | 29. května 1973    |             | Aston Villa FC      |
| Ümit Özat        | 30. října 1976     |             | Fenerbahçe SK       |
| Hakan Ünsal      | 14. května 1973    |             | Galatasaray SK      |
| Záložníci        |                    |             |                     |
| Okan Buruk       | 19. října 1973     |             | Inter Milán         |
| Tugay Kerimoğlu  | 24. srpna 1970     |             | Blackburn Rovers FC |
| Yıldıray Baştürk | 24. prosince 1978  |             | Bayer 04 Leverkusen |
| Muzzy Izzet      | 31. října 1974     |             | Leicester City FC   |
| Tayfur Havutçu   | 23. dubna 1970     |             | Beşiktaş JK         |
| Ergün Penbe      | 17. května 1972    |             | Galatasaray SK      |
| Abdullah Ercan   | 8. prosince 1971   |             | Fenerbahçe SK       |
| Emre Belözoğlu   | 7. září 1980       |             | Inter Milán         |
| Ümit Davala      | 30. července 1973  |             | AC Milán            |
| Útočníci         |                    |             |                     |
| Arif Erdem       | 2. ledna 1972      |             | Galatasaray SK      |
| Hakan Şükür –    | 1. září 1971       |             | Parma FC            |
| Hasan Şaş        | 1. srpna 1976      |             | Galatasaray SK      |
| Nihat Kahveci    | 23. listopadu 1979 |             | Real Sociedad       |
| İlhan Mansız     | 10. srpna 1975     |             | Beşiktaş JK         |

## Skupina D

### Polsko
Hlavní trenér: Jerzy Engel

| Jméno              | Datum narození    | Datum úmrtí | Klub                  |
| Brankáři           | Brankáři          | Brankáři    | Brankáři              |
| ------------------ | ----------------- | ----------- | --------------------- |
| Jerzy Dudek        | 23. března 1973   |             | Liverpool FC          |
| Radosław Majdan    | 10. května 1972   |             | Göztepe SK            |
| Adam Matysek       | 19. července 1968 |             | RKS Radomsko          |
| Obránci            |                   |             |                       |
| Tomasz Kłos        | 7. března 1973    |             | 1. FC Kaiserslautern  |
| Jacek Zieliński    | 10. října 1967    |             | Legia Warszawa        |
| Tomasz Hajto       | 16. října 1972    |             | FC Schalke 04         |
| Arkadiusz Głowacki | 13. března 1979   |             | Wisla Krakov          |
| Tomasz Wałdoch –   | 10. května 1971   |             | FC Schalke 04         |
| Maciej Murawski    | 20. února 1974    |             | Legia Warszawa        |
| Jacek Bąk          | 24. března 1973   |             | RC Lens               |
| Záložníci          |                   |             |                       |
| Michał Żewłakow    | 22. dubna 1976    |             | RE Mouscron           |
| Tomasz Rząsa       | 11. března 1973   |             | Feyenoord             |
| Piotr Świerczewski | 8. dubna 1972     |             | Olympique Marseille   |
| Radosław Kałużny   | 2. února 1974     |             | FC Energie Cottbus    |
| Arkadiusz Bąk      | 6. října 1974     |             | Widzew Łódź           |
| Jacek Krzynówek    | 15. května 1976   |             | 1. FC Norimberk       |
| Marek Koźmiński    | 7. února 1971     |             | Ancona                |
| Paweł Sibik        | 15. února 1971    |             | Odra Wodzisław Śląski |
| Útočníci           |                   |             |                       |
| Cezary Kucharski   | 17. února 1972    |             | Legia Warszawa        |
| Paweł Kryszałowicz | 23. června 1974   |             | Eintracht Frankfurt   |
| Emmanuel Olisadebe | 22. prosince 1978 |             | Panathinaikos FC      |
| Marcin Żewłakow    | 22. dubna 1976    |             | RE Mouscron           |
| Maciej Żurawski    | 12. září 1976     |             | Wisla Krakov          |

### Portugalsko
Hlavní trenér: António Oliveira

| Jméno            | Datum narození     | Datum úmrtí | Klub                     |
| Brankáři         | Brankáři           | Brankáři    | Brankáři                 |
| ---------------- | ------------------ | ----------- | ------------------------ |
| Vítor Baía       | 15. října 1969     |             | FC Porto                 |
| Nélson           | 20. října 1975     |             | Sporting CP              |
| Ricardo          | 11. února 1976     |             | Boavista FC              |
| Obránci          |                    |             |                          |
| Jorge Costa      | 14. října 1971     |             | FC Porto                 |
| Abel Xavier      | 30. listopadu 1972 |             | Liverpool FC             |
| Marco Caneira    | 9. února 1979      |             | Benfica Lisabon          |
| Fernando Couto – | 2. srpna 1969      |             | SS Lazio                 |
| Jorge Andrade    | 9. dubna 1979      |             | FC Porto                 |
| Nuno Frechaut    | 24. září 1977      |             | Boavista FC              |
| Beto             | 3. května 1976     |             | Sporting CP              |
| Rui Jorge        | 27. března 1973    |             | Sporting CP              |
| Záložníci        |                    |             |                          |
| Paulo Sousa      | 30. srpna 1970     |             | RCD Espanyol             |
| Luís Figo        | 4. listopadu 1972  |             | Real Madrid              |
| Rui Costa        | 29. března 1972    |             | AC Milán                 |
| Sérgio Conceição | 15. listopadu 1974 |             | Inter Milán              |
| Hugo Viana       | 15. ledna 1983     |             | Sporting CP              |
| Pedro Barbosa    | 6. srpna 1970      |             | Sporting CP              |
| Paulo Bento      | 20. června 1969    |             | Sporting CP              |
| Capucho          | 21. února 1972     |             | FC Porto                 |
| Petit            | 25. září 1976      |             | Boavista FC              |
| Útočníci         |                    |             |                          |
| João Pinto       | 19. srpna 1971     |             | Sporting CP              |
| Pauleta          | 28. dubna 1973     |             | FC Girondins de Bordeaux |
| Nuno Gomes       | 5. července 1976   |             | ACF Fiorentina           |

### Jižní Korea
Hlavní trenér:  Guus Hiddink

| Jméno           | Datum narození    | Datum úmrtí                     | Klub                    |
| Brankáři        | Brankáři          | Brankáři                        | Brankáři                |
| --------------- | ----------------- | ------------------------------- | ----------------------- |
| Lee Woon-jae    | 26. dubna 1973    |                                 | Suwon Samsung Bluewings |
| Kim Byung-ji    | 8. dubna 1970     |                                 | Pohang Steelers         |
| Choi Eun-sung   | 5. dubna 1971     |                                 | Daejeon Citizen         |
| Obránci         |                   |                                 |                         |
| Hyun Young-min  | 25. prosince 1979 |                                 | Ulsan HD FC             |
| Choi Jin-cheul  | 26. března 1971   |                                 | Čonbuk Hyundai Motors   |
| Ju Sang-čchol   | 18. října 1971    | 7. června 2021 (ve věku 59 let) | Kašiwa Reysol           |
| Kim Tae-young   | 8. listopadu 1970 |                                 | Jeonnam Dragons         |
| Lee Young-pyo   | 23. dubna 1977    |                                 | Anyang LG Gepardi       |
| Lee Min-sung    | 23. června 1973   |                                 | Pusan IPark             |
| Hong Mjong-po – | 12. února 1969    |                                 | Pohang Steelers         |
| Záložníci       |                   |                                 |                         |
| Choi Sung-yong  | 25. prosince 1975 |                                 | Suwon Samsung Bluewings |
| Kim Nam-il      | 14. března 1977   |                                 | Jeonnam Dragons         |
| Choi Tae-uk     | 13. března 1981   |                                 | Anyang LG Gepardi       |
| Lee Eul-yong    | 8. září 1975      |                                 | Bucheon SK              |
| Yoon Jung-hwan  | 16. února 1973    |                                 | Cerezo Ósaka            |
| Ahn Jung-hwan   | 27. ledna 1976    |                                 | AC Perugia Calcio       |
| Pak Či-song     | 25. února 1981    |                                 | Kjóto Sanga FC          |
| Song Chong-gug  | 20. února 1979    |                                 | Pusan IPark             |
| Útočníci        |                   |                                 |                         |
| Seol Ki-hyeon   | 8. ledna 1979     |                                 | RSC Anderlecht          |
| Choi Yong-soo   | 10. září 1973     |                                 | JEF United Čiba         |
| Lee Chun-soo    | 9. července 1981  |                                 | Ulsan HD FC             |
| Cha Du-ri       | 25. července 1980 |                                 | Korea University        |
| Hwang Sun-hong  | 14. července 1968 |                                 | Kašiwa Reysol           |

### USA
Hlavní trenér: Bruce Arena

| Jméno            | Datum narození     | Datum úmrtí | Klub                   |
| Brankáři         | Brankáři           | Brankáři    | Brankáři               |
| ---------------- | ------------------ | ----------- | ---------------------- |
| Brad Friedel     | 8. května 1971     |             | Blackburn Rovers FC    |
| Kasey Keller     | 29. listopadu 1969 |             | Tottenham Hotspur FC   |
| Tony Meola       | 21. února 1969     |             | Sporting Kansas City   |
| Obránci          |                    |             |                        |
| Gregg Berhalter  | 1. srpna 1973      |             | Crystal Palace FC      |
| Pablo Mastroeni  | 29. srpna 1976     |             | Miami Fusion           |
| David Regis      | 2. prosince 1968   |             | FC Metz                |
| Jeff Agoos       | 2. května 1968     |             | San Jose Earthquakes   |
| Steve Cherundolo | 19. února 1979     |             | Hannover 96            |
| Carlos Llamosa   | 30. června 1969    |             | New England Revolution |
| Tony Sanneh      | 1. června 1971     |             | 1. FC Norimberk        |
| Eddie Pope       | 24. prosince 1973  |             | D.C. United            |
| Záložníci        |                    |             |                        |
| Frankie Hejduk   | 5. srpna 1974      |             | Bayer 04 Leverkusen    |
| John O'Brien     | 29. srpna 1977     |             | AFC Ajax               |
| Eddie Lewis      | 17. května 1974    |             | Fulham FC              |
| Earnie Stewart   | 28. března 1969    |             | NAC Breda              |
| Claudio Reyna –  | 20. července 1973  |             | Sunderland AFC         |
| Cobi Jones       | 16. června 1970    |             | Los Angeles Galaxy     |
| DaMarcus Beasley | 24. května 1982    |             | Chicago Fire           |
| Útočníci         |                    |             |                        |
| Joe-Max Moore    | 23. února 1971     |             | Everton FC             |
| Clint Mathis     | 25. listopadu 1976 |             | MetroStars             |
| Josh Wolff       | 25. února 1977     |             | Chicago Fire           |
| Brian McBride    | 19. června 1972    |             | Columbus Crew SC       |
| Landon Donovan   | 4. března 1982     |             | San Jose Earthquakes   |

## Skupina E

### Kamerun
Hlavní trenér:  Winfried Schäfer

| Jméno                | Datum narození     | Datum úmrtí                      | Klub                 |
| Brankáři             | Brankáři           | Brankáři                         | Brankáři             |
| -------------------- | ------------------ | -------------------------------- | -------------------- |
| Alioum Boukar        | 3. ledna 1972      |                                  | Samsunspor           |
| Jacques Songo'o      | 17. března 1964    |                                  | FC Metz              |
| Idriss Carlos Kameni | 18. února 1984     |                                  | Le Havre AC          |
| Obránci              |                    |                                  |                      |
| Pierre Wome          | 26. března 1979    |                                  | Bologna FC 1909      |
| Rigobert Song –      | 1. července 1976   |                                  | 1. FC Köln           |
| Raymond Kalla        | 22. dubna 1975     |                                  | CF Extremadura       |
| Pierre Njanka        | 15. března 1975    |                                  | RC Strasbourg Alsace |
| Geremi Njitap        | 20. prosince 1978  |                                  | Real Madrid          |
| Lucien Mettomo       | 19. dubna 1977     |                                  | Manchester City FC   |
| Záložníci            |                    |                                  |                      |
| Bill Tchato          | 14. května 1975    |                                  | Montpellier HSC      |
| Joseph N'Do          | 28. dubna 1976     |                                  | Al-Khaleej           |
| Lauren Etame Mayer   | 19. ledna 1977     |                                  | Arsenal FC           |
| Joël Epalle          | 20. února 1978     |                                  | Panathinaikos FC     |
| Nicolas Alnoudji     | 9. prosince 1979   |                                  | Çaykur Rizespor      |
| Marc-Vivien Foé      | 1. května 1975     | 26. června 2003 (ve věku 28 let) | Olympique Lyon       |
| Eric Djemba-Djemba   | 4. května 1981     |                                  | FC Nantes            |
| Salomon Olembé       | 8. prosince 1980   |                                  | Olympique Marseille  |
| Daniel N'Gom Kome    | 19. května 1980    |                                  | CD Numancia          |
| Útočníci             |                    |                                  |                      |
| Samuel Eto'o         | 10. března 1981    |                                  | RCD Mallorca         |
| Patrick M’Boma       | 15. listopadu 1970 |                                  | Sunderland AFC       |
| Pius N'Diefi         | 5. července 1975   |                                  | CS Sedan             |
| Patrick Suffo        | 17. ledna 1978     |                                  | Sheffield United FC  |
| Joseph-Désiré Job    | 1. prosince 1977   |                                  | FC Metz              |

### Německo
Hlavní trenér: Rudi Völler

| Jméno               | Datum narození     | Datum úmrtí | Klub                 |
| Brankáři            | Brankáři           | Brankáři    | Brankáři             |
| ------------------- | ------------------ | ----------- | -------------------- |
| Oliver Kahn –       | 15. června 1969    |             | FC Bayern Mnichov    |
| Jens Lehmann        | 10. listopadu 1969 |             | Borussia Dortmund    |
| Hans-Jörg Butt      | 28. května 1974    |             | Bayer 04 Leverkusen  |
| Obránci             |                    |             |                      |
| Thomas Linke        | 26. prosince 1969  |             | FC Bayern Mnichov    |
| Marko Rehmer        | 29. dubna 1972     |             | Hertha BSC           |
| Frank Baumann       | 29. října 1975     |             | Werder Brémy         |
| Christian Ziege     | 1. února 1972      |             | Tottenham Hotspur FC |
| Sebastian Kehl      | 13. února 1980     |             | Borussia Dortmund    |
| Christoph Metzelder | 5. listopadu 1980  |             | Borussia Dortmund    |
| Záložníci           |                    |             |                      |
| Carsten Ramelow     | 20. března 1974    |             | Bayer 04 Leverkusen  |
| Dietmar Hamann      | 27. srpna 1973     |             | Liverpool FC         |
| Lars Ricken         | 10. července 1976  |             | Borussia Dortmund    |
| Michael Ballack     | 26. září 1976      |             | Bayer 04 Leverkusen  |
| Jens Jeremies       | 5. března 1974     |             | FC Bayern Mnichov    |
| Marco Bode          | 23. července 1969  |             | Werder Brémy         |
| Jörg Böhme          | 22. ledna 1974     |             | FC Schalke 04        |
| Bernd Schneider     | 17. listopadu 1973 |             | Bayer 04 Leverkusen  |
| Torsten Frings      | 22. listopadu 1976 |             | Werder Brémy         |
| Útočníci            |                    |             |                      |
| Oliver Neuville     | 1. května 1973     |             | Bayer 04 Leverkusen  |
| Carsten Jancker     | 28. srpna 1974     |             | FC Bayern Mnichov    |
| Miroslav Klose      | 9. června 1978     |             | 1. FC Kaiserslautern |
| Gerald Asamoah      | 3. října 1978      |             | FC Schalke 04        |
| Oliver Bierhoff     | 1. května 1968     |             | AS Monaco            |

### Irsko
Hlavní trenér: Mick McCarthy

| Jméno            | Datum narození    | Datum úmrtí | Klub                 |
| Brankáři         | Brankáři          | Brankáři    | Brankáři             |
| ---------------- | ----------------- | ----------- | -------------------- |
| Shay Given       | 20. dubna 1976    |             | Newcastle United FC  |
| Dean Kiely       | 10. října 1970    |             | Charlton Athletic FC |
| Alan Kelly       | 11. srpna 1968    |             | Blackburn Rovers FC  |
| Obránci          |                   |             |                      |
| Steve Finnan     | 24. dubna 1976    |             | Fulham FC            |
| Ian Harte        | 31. srpna 1977    |             | Leeds United FC      |
| Kenny Cunningham | 28. června 1971   |             | Wimbledon FC         |
| Steve Staunton – | 19. ledna 1969    |             | Aston Villa FC       |
| Gary Breen       | 12. prosince 1973 |             | Coventry City FC     |
| Richard Dunne    | 21. září 1979     |             | Manchester City FC   |
| Gary Kelly       | 9. července 1974  |             | Leeds United FC      |
| Andrew O'Brien   | 29. června 1979   |             | Newcastle United FC  |
| Záložníci        |                   |             |                      |
| Roy Keane        | 10. srpna 1971    |             | Manchester United FC |
| Jason McAteer    | 18. června 1971   |             | Sunderland AFC       |
| Matt Holland     | 11. dubna 1974    |             | Ipswich Town FC      |
| Damien Duff      | 2. března 1979    |             | Blackburn Rovers FC  |
| Kevin Kilbane    | 1. února 1977     |             | Sunderland AFC       |
| Mark Kinsella    | 12. srpna 1972    |             | Charlton Athletic FC |
| Steven Reid      | 10. března 1981   |             | Millwall FC          |
| Lee Carsley      | 28. února 1974    |             | Everton FC           |
| Útočníci         |                   |             |                      |
| Robbie Keane     | 8. července 1980  |             | Leeds United FC      |
| David Connolly   | 6. června 1977    |             | Wimbledon FC         |
| Niall Quinn      | 6. října 1966     |             | Sunderland AFC       |
| Clinton Morrison | 14. května 1979   |             | Crystal Palace FC    |

### Saúdská Arábie
Hlavní trenér: Nasser Al-Johar

| Jméno                     | Datum narození     | Datum úmrtí | Klub         |
| Brankáři                  | Brankáři           | Brankáři    | Brankáři     |
| ------------------------- | ------------------ | ----------- | ------------ |
| Mohamed Al-Deayea         | 2. srpna 1972      |             | Al Hilal FC  |
| Mabrouk Zaid              | 11. února 1979     |             | Al-Ittihad   |
| Mohammed Al-Khojali       | 15. ledna 1973     |             | Al-Nassr FC  |
| Obránci                   |                    |             |              |
| Mohammed Al-Jahani        | 28. září 1974      |             | Al-Ahli      |
| Redha Tukar               | 29. listopadu 1975 |             | Al-Shabab FC |
| Abdullah Zubromawi        | 15. listopadu 1973 |             | Al-Ahli      |
| Mohsin Al-Harthi          | 17. července 1976  |             | Al-Nassr FC  |
| Fouzi Al-Shehri           | 15. května 1980    |             | Al-Ahli      |
| Ahmed Dokhi               | 25. října 1976     |             | Al Hilal FC  |
| Hussein Sulaimani         | 21. ledna 1977     |             | Al-Ahli      |
| Mansour Al-Thagafi        | 14. ledna 1979     |             | Al-Nassr FC  |
| Záložníci                 |                    |             |              |
| Ibrahim Al-Shahrani       | 21. července 1974  |             | Al-Ahli      |
| Muhammad Nur              | 26. února 1978     |             | Al-Ittihad   |
| Mohammad Al-Shalhoub      | 8. prosince 1980   |             | Al Hilal FC  |
| Abdulaziz Khathran        | 31. července 1973  |             | Al-Shabab FC |
| Khamis Al-Owairan         | 8. září 1973       |             | Al-Ittihad   |
| Abdullah Al-vzbudil       | 29. září 1975      |             | Al-Shabab FC |
| Nawaf Al-Temyat           | 28. června 1976    |             | Al Hilal FC  |
| Omar Al-Ghamdi            | 11. dubna 1979     |             | Al Hilal FC  |
| Útočníci                  |                    |             |              |
| Samí Džábir –             | 11. prosince 1972  |             | Al Hilal FC  |
| Obeid Al-Dosari           | 2. října 1975      |             | Al-Ahli      |
| Abdullah Al-Dosari Jumaan | 10. listopadu 1977 |             | Al Hilal FC  |
| Al Hasan Al-Yami          | 21. srpna 1972     |             | Al-Ittihad   |

## Skupina F

### Argentina
Hlavní trenér: Marcelo Bielsa

| Jméno                  | Datum narození     | Datum úmrtí | Klub                   |
| Brankáři               | Brankáři           | Brankáři    | Brankáři               |
| ---------------------- | ------------------ | ----------- | ---------------------- |
| Germán Burgos          | 16. dubna 1969     |             | Atlético Madrid        |
| Pablo Cavallero        | 13. dubna 1974     |             | Celta de Vigo          |
| Roberto Bonano         | 24. ledna 1970     |             | FC Barcelona           |
| Obránci                |                    |             |                        |
| Roberto Ayala          | 14. dubna 1973     |             | Valencia CF            |
| Juan Pablo Sorín       | 5. května 1976     |             | Cruzeiro               |
| Mauricio Pochettino    | 2. března 1972     |             | Paris Saint-Germain FC |
| Walter Samuel          | 23. března 1978    |             | AS Řím                 |
| Javier Zanetti         | 10. srpna 1973     |             | Inter Milán            |
| Diego Placente         | 24. dubna 1977     |             | Bayer 04 Leverkusen    |
| José Chamot            | 17. května 1969    |             | AC Milán               |
| Záložníci              |                    |             |                        |
| Matías Almeyda         | 21. prosince 1973  |             | Parma FC               |
| Ariel Ortega           | 4. března 1974     |             | CA River Plate         |
| Juan Sebastián Verón – | 9. března 1975     |             | Manchester United FC   |
| Diego Simeone          | 28. dubna 1970     |             | SS Lazio               |
| Claudio Husain         | 20. listopadu 1974 |             | CA River Plate         |
| Pablo Aimar            | 3. listopadu 1979  |             | Valencia CF            |
| Gustavo López          | 13. dubna 1973     |             | Celta de Vigo          |
| Kily González          | 4. srpna 1974      |             | Valencia CF            |
| Marcelo Gallardo       | 18. ledna 1976     |             | AS Monaco              |
| Útočníci               |                    |             |                        |
| Claudio López          | 17. července 1974  |             | SS Lazio               |
| Gabriel Batistuta      | 1. února 1969      |             | AS Řím                 |
| Hernán Crespo          | 5. července 1975   |             | SS Lazio               |
| Claudio Caniggia       | 9. ledna 1967      |             | Rangers FC             |

### Anglie
Hlavní trenér:  Sven-Göran Eriksson

| Jméno            | Datum narození     | Datum úmrtí | Klub                 |
| Brankáři         | Brankáři           | Brankáři    | Brankáři             |
| ---------------- | ------------------ | ----------- | -------------------- |
| David Seaman     | 19. září 1963      |             | Arsenal FC           |
| Nigel Martyn     | 11. srpna 1966     |             | Leeds United FC      |
| David James      | 1. srpna 1970      |             | West Ham United FC   |
| Obránci          |                    |             |                      |
| Danny Mills      | 18. května 1977    |             | Leeds United FC      |
| Ashley Cole      | 20. prosince 1980  |             | Arsenal FC           |
| Rio Ferdinand    | 7. listopadu 1978  |             | Leeds United FC      |
| Sol Campbell     | 18. září 1974      |             | Arsenal FC           |
| Wes Brown        | 13. října 1979     |             | Manchester United FC |
| Wayne Bridge     | 5. srpna 1980      |             | Southampton FC       |
| Martin Keown     | 24. července 1966  |             | Arsenal FC           |
| Gareth Southgate | 3. září 1970       |             | Middlesbrough FC     |
| Záložníci        |                    |             |                      |
| Trevor Sinclair  | 2. března 1973     |             | West Ham United FC   |
| David Beckham –  | 2. května 1975     |             | Manchester United FC |
| Paul Scholes     | 16. listopadu 1974 |             | Manchester United FC |
| Owen Hargreaves  | 20. ledna 1981     |             | FC Bayern Mnichov    |
| Joe Cole         | 8. listopadu 1981  |             | West Ham United FC   |
| Nicky Butt       | 21. ledna 1975     |             | Manchester United FC |
| Kieron Dyer      | 29. prosince 1978  |             | Newcastle United FC  |
| Útočníci         |                    |             |                      |
| Robbie Fowler    | 9. dubna 1975      |             | Leeds United FC      |
| Michael Owen     | 14. prosince 1979  |             | Liverpool FC         |
| Emile Heskey     | 11. ledna 1978     |             | Liverpool FC         |
| Teddy Sheringham | 2. dubna 1966      |             | Tottenham Hotspur FC |
| Darius Vassell   | 13. června 1980    |             | Aston Villa FC       |

### Nigérie
Hlavní trenér: Festus Onigbinde

| Jméno               | Datum narození    | Datum úmrtí                     | Klub                     |
| Brankáři            | Brankáři          | Brankáři                        | Brankáři                 |
| ------------------- | ----------------- | ------------------------------- | ------------------------ |
| Ike Shorunmu        | 16. října 1967    |                                 | FC Luzern                |
| Austin Ejide        | 8. dubna 1984     |                                 | Ifeanyi Ubah FC          |
| Vincent Enyeama     | 29. srpna 1982    |                                 | Enyimba International FC |
| Obránci             |                   |                                 |                          |
| Joseph Yobo         | 6. září 1980      |                                 | Olympique Marseille      |
| Celestine Babayaro  | 29. srpna 1978    |                                 | Chelsea FC               |
| Isaac Okoronkwo     | 1. května 1978    |                                 | FK Šachtar Doněck        |
| Taribo West         | 26. března 1974   |                                 | 1. FC Kaiserslautern     |
| Rabiu Afolabi       | 18. dubna 1980    |                                 | Standard Lutych          |
| Ifeanyi Udeze       | 21. července 1980 |                                 | PAOK FC                  |
| Efe Sodje           | 5. října 1972     |                                 | Crewe Alexandra FC       |
| Eric Ejiofor        | 21. července 1979 |                                 | Makabi Haifa             |
| Záložníci           |                   |                                 |                          |
| Pius Ikedia         | 11. července 1980 |                                 | AFC Ajax                 |
| Mutiu Adepoju       | 22. prosince 1970 |                                 | UD Salamanca             |
| Jay-Jay Okocha –    | 14. srpna 1973    |                                 | Paris Saint-Germain FC   |
| Garba Lawal         | 22. května 1974   |                                 | Roda JC Kerkrade         |
| Justice Christopher | 24. prosince 1981 | 9. března 2022 (ve věku 40 let) | Royal Antwerp FC         |
| James Obiorah       | 24. srpna 1978    |                                 | FK Lokomotiv Moskva      |
| John Utaka          | 8. ledna 1982     |                                 | Al-Sadd SC               |
| Femi Opabunmi       | 3. března 1985    |                                 | Shooting Stars SC        |
| Útočníci            |                   |                                 |                          |
| Nwankwo Kanu        | 1. srpna 1976     |                                 | Arsenal FC               |
| Bartholomew Ogbeche | 1. října 1984     |                                 | Paris Saint-Germain FC   |
| Julius Aghahowa     | 12. února 1982    |                                 | FK Šachtar Doněck        |
| Benedikt Akwuegbu   | 3. listopadu 1974 |                                 | Kuang-čou City FC        |

### Švédsko
Hlavní trenéři: Lars Lagerbäck a Tommy Söderberg

| Jméno                | Datum narození     | Datum úmrtí | Klub             |
| Brankáři             | Brankáři           | Brankáři    | Brankáři         |
| -------------------- | ------------------ | ----------- | ---------------- |
| Magnus Hedman        | 19. března 1973    |             | Coventry City FC |
| Magnus Kihlstedt     | 29. února 1972     |             | FC Kodaň         |
| Andreas Isaksson     | 3. října 1981      |             | Djurgården       |
| Obránci              |                    |             |                  |
| Olof Mellberg        | 3. září 1977       |             | Aston Villa FC   |
| Patrik Andersson –   | 18. srpna 1971     |             | FC Barcelona     |
| Johan Mjällby        | 9. února 1971      |             | Celtic FC        |
| Michael Svensson     | 25. listopadu 1975 |             | Troyes AC        |
| Tomas Antonelius     | 7. května 1973     |             | FC Kodaň         |
| Erik Edman           | 11. listopadu 1978 |             | SC Heerenveen    |
| Andreas Jakobsson    | 6. října 1972      |             | FC Hansa Rostock |
| Teddy Lučić          | 15. dubna 1973     |             | AIK Stockholm    |
| Záložníci            |                    |             |                  |
| Tobias Linderoth     | 21. dubna 1979     |             | Everton FC       |
| Niclas Alexandersson | 29. prosince 1971  |             | Everton FC       |
| Anders Svensson      | 17. července 1976  |             | Southampton FC   |
| Fredrik Ljungberg    | 16. dubna 1977     |             | Arsenal FC       |
| Magnus Svensson      | 10. března 1969    |             | Brøndby IF       |
| Mattias Jonson       | 16. ledna 1974     |             | Brøndby IF       |
| Pontus Farnerud      | 4. června 1980     |             | AS Monaco        |
| Daniel Andersson     | 28. srpna 1977     |             | Benátky FC       |
| Útočníci             |                    |             |                  |
| Marcus Allbäck       | 5. července 1973   |             | SC Heerenveen    |
| Henrik Larsson       | 20. září 1971      |             | Celtic FC        |
| Zlatan Ibrahimović   | 3. října 1981      |             | AFC Ajax         |
| Andreas Andersson    | 10. dubna 1974     |             | AIK Stockholm    |

## Skupina G

### Chorvatsko
Hlavní trenér: Mirko Jozić

| Jméno             | Datum narození     | Datum úmrtí | Klub                |
| Brankáři          | Brankáři           | Brankáři    | Brankáři            |
| ----------------- | ------------------ | ----------- | ------------------- |
| Stipe Pletikosa   | 8. ledna 1979      |             | HNK Hajduk Split    |
| Tomislav Butina   | 30. března 1974    |             | GNK Dinamo Záhřeb   |
| Vladimir Vasilj   | 6. července 1975   |             | GNK Dinamo Záhřeb   |
| Obránci           |                    |             |                     |
| Anthony Šerić     | 15. ledna 1979     |             | Hellas Verona FC    |
| Josip Šimunić     | 18. února 1978     |             | Hertha BSC          |
| Stjepan Tomas     | 6. března 1976     |             | L.R. Vicenza        |
| Boris Živković    | 15. listopadu 1975 |             | Bayer 04 Leverkusen |
| Daniel Šarić      | 4. srpna 1972      |             | Panathinaikos FC    |
| Robert Jarni      | 26. října 1968     |             | Panathinaikos FC    |
| Dario Šimić       | 12. listopadu 1975 |             | Inter Milán         |
| Robert Kovač      | 6. dubna 1974      |             | FC Bayern Mnichov   |
| Záložníci         |                    |             |                     |
| Milan Rapaić      | 16. srpna 1973     |             | Fenerbahçe SK       |
| Robert Prosinečki | 12. ledna 1969     |             | Portsmouth FC       |
| Niko Kovač        | 15. října 1971     |             | FC Bayern Mnichov   |
| Mario Stanić      | 10. dubna 1972     |             | Chelsea FC          |
| Zvonimir Soldo    | 2. listopadu 1967  |             | VfB Stuttgart       |
| Jurica Vranješ    | 31. ledna 1980     |             | Bayer 04 Leverkusen |
| Útočníci          |                    |             |                     |
| Davor Vugrinec    | 24. března 1975    |             | US Lecce            |
| Davor Šuker –     | 1. ledna 1968      |             | TSV 1860 München    |
| Alen Bokšić       | 21. ledna 1970     |             | Middlesbrough FC    |
| Ivica Olić        | 14. září 1979      |             | GNK Dinamo Záhřeb   |
| Goran Vlaović     | 7. srpna 1972      |             | Panathinaikos FC    |
| Boško Balaban     | 15. října 1978     |             | Aston Villa FC      |

### Ekvádor
Hlavní trenér:  Hernán Darío Gómez

| Jméno                   | Datum narození    | Datum úmrtí | Klub                     |
| Brankáři                | Brankáři          | Brankáři    | Brankáři                 |
| ----------------------- | ----------------- | ----------- | ------------------------ |
| José Francisco Cevallos | 17. dubna 1971    |             | Barcelona SC             |
| Oswaldo Ibarra          | 8. září 1969      |             | CD El Nacional           |
| Daniel Viteri           | 12. prosince 1981 |             | CS Emelec                |
| Obránci                 |                   |             |                          |
| Augusto Porozo          | 13. dubna 1974    |             | CS Emelec                |
| Iván Hurtado            | 16. srpna 1974    |             | Barcelona SC             |
| Ulises de la Cruz       | 8. února 1974     |             | Hibernian FC             |
| Raúl Guerrón            | 12. října 1976    |             | Deportivo Quito          |
| Marlon Ayoví            | 27. září 1971     |             | Deportivo Quito          |
| Giovanny Espinoza       | 12. dubna 1977    |             | Sociedad Deportiva Aucas |
| Walter Ayoví            | 11. srpna 1979    |             | CS Emelec                |
| Záložníci               |                   |             |                          |
| Alfonso Obregón         | 12. května 1972   |             | LDU Quito                |
| Luis Gómez              | 20. dubna 1972    |             | Barcelona SC             |
| Álex Aguinaga –         | 9. července 1968  |             | Club Necaxa              |
| Juan Carlos Burbano     | 15. února 1969    |             | CD El Nacional           |
| Cléber Chala            | 29. června 1971   |             | CD El Nacional           |
| Edwin Tenorio           | 16. června 1976   |             | Barcelona SC             |
| Wellington Sánchez      | 19. června 1974   |             | CS Emelec                |
| Útočníci                |                   |             |                          |
| Nicolás Asencio         | 26. dubna 1975    |             | Barcelona SC             |
| Iván Kaviedes           | 24. října 1977    |             | Barcelona SC             |
| Agustín Delgado         | 23. prosince 1974 |             | Southampton FC           |
| Ángel Fernández         | 2. srpna 1971     |             | CD El Nacional           |
| Carlos Tenorio          | 14. května 1979   |             | LDU Quito                |
| Édison Méndez           | 16. března 1979   |             | Deportivo Quito          |

### Itálie
Hlavní trenér: Giovanni Trapattoni

| Jméno                | Datum narození    | Datum úmrtí | Klub           |
| Brankáři             | Brankáři          | Brankáři    | Brankáři       |
| -------------------- | ----------------- | ----------- | -------------- |
| Gianluigi Buffon     | 28. ledna 1978    |             | Juventus FC    |
| Christian Abbiati    | 8. července 1977  |             | AC Milán       |
| Francesco Toldo      | 2. prosince 1971  |             | Inter Milán    |
| Obránci              |                   |             |                |
| Christian Panucci    | 12. dubna 1973    |             | AS Řím         |
| Paolo Maldini –      | 26. června 1968   |             | AC Milán       |
| Francesco Coco       | 8. ledna 1977     |             | FC Barcelona   |
| Fabio Cannavaro      | 13. září 1973     |             | Parma FC       |
| Alessandro Nesta     | 19. března 1976   |             | SS Lazio       |
| Mark Iuliano         | 12. srpna 1973    |             | Juventus FC    |
| Gianluca Zambrotta   | 19. února 1977    |             | Juventus FC    |
| Marco Materazzi      | 19. srpna 1973    |             | Inter Milán    |
| Záložníci            |                   |             |                |
| Cristiano Zanetti    | 14. dubna 1977    |             | Inter Milán    |
| Gennaro Gattuso      | 9. ledna 1978     |             | AC Milán       |
| Cristiano Doni       | 1. dubna 1973     |             | Atalanta BC    |
| Luigi Di Biagio      | 3. června 1971    |             | Inter Milán    |
| Angelo Di Livio      | 26. července 1966 |             | ACF Fiorentina |
| Damiano Tommasi      | 17. května 1974   |             | AS Řím         |
| Útočníci             |                   |             |                |
| Alessandro Del Piero | 9. listopadu 1974 |             | Juventus FC    |
| Filippo Inzaghi      | 9. srpna 1973     |             | AC Milán       |
| Francesco Totti      | 27. září 1976     |             | AS Řím         |
| Marco Delvecchio     | 7. dubna 1973     |             | AS Řím         |
| Vincenzo Montella    | 18. června 1974   |             | AS Řím         |
| Christian Vieri      | 12. července 1973 |             | Inter Milán    |

### Mexiko
Hlavní trenér: Javier Aguirre

| Jméno                     | Datum narození    | Datum úmrtí | Klub                      |
| Brankáři                  | Brankáři          | Brankáři    | Brankáři                  |
| ------------------------- | ----------------- | ----------- | ------------------------- |
| Óscar Pérez               | 1. února 1973     |             | Cruz Azul                 |
| Oswaldo Sánchez           | 21. září 1973     |             | CD Guadalajara            |
| Jorge Campos              | 15. října 1966    |             | Club Universidad Nacional |
| Obránci                   |                   |             |                           |
| Francisco de Anda Gabriel | 5. června 1971    |             | CF Pachuca                |
| Manuel Vidrio             | 23. srpna 1972    |             | CF Pachuca                |
| Salvador Carmona          | 22. srpna 1975    |             | Deportivo Toluca FC       |
| Melvin Brown              | 28. ledna 1979    |             | Cruz Azul                 |
| Alberto Rodríguez         | 1. dubna 1974     |             | CF Pachuca                |
| Záložníci                 |                   |             |                           |
| Rafael García             | 14. srpna 1974    |             | Deportivo Toluca FC       |
| Rafael Márquez –          | 13. února 1979    |             | AS Monaco                 |
| Gerardo Torrado           | 30. dubna 1979    |             | Sevilla FC                |
| Ramón Morales             | 10. října 1975    |             | CD Guadalajara            |
| Alberto García Aspe       | 11. května 1967   |             | Club Puebla               |
| Braulio Luna              | 8. září 1974      |             | Club Necaxa               |
| Sigifredo Mercado         | 21. prosince 1968 |             | Atlas FC                  |
| Germán Villa              | 2. dubna 1973     |             | Club América              |
| Johan Rodríguez           | 15. srpna 1975    |             | Santos Laguna             |
| Gabriel Caballero         | 5. února 1971     |             | CF Pachuca                |
| Útočníci                  |                   |             |                           |
| Jared Borgetti            | 14. srpna 1973    |             | Santos Laguna             |
| Cuauhtémoc Blanco         | 17. ledna 1973    |             | Real Valladolid           |
| Luis Hernández            | 22. prosince 1968 |             | Club América              |
| Francisco Palencia        | 28. dubna 1973    |             | RCD Espanyol              |
| Jesús Arellano            | 8. května 1973    |             | CF Monterrey              |

## Skupina H

### Belgie
Hlavní trenér: Robert Waseige

| Jméno                  | Datum narození    | Datum úmrtí | Klub              |
| Brankáři               | Brankáři          | Brankáři    | Brankáři          |
| ---------------------- | ----------------- | ----------- | ----------------- |
| Geert De Vlieger       | 16. října 1971    |             | Willem II Tilburg |
| Franky Vandendriessche | 7. dubna 1971     |             | RE Mouscron       |
| Frédéric Herpoel       | 16. srpna 1974    |             | KAA Gent          |
| Obránci                |                   |             |                   |
| Eric Deflandre         | 2. srpna 1973     |             | Olympique Lyon    |
| Glen De Boeck          | 22. srpna 1971    |             | RSC Anderlecht    |
| Eric Van Meir          | 28. února 1968    |             | Standard Lutych   |
| Nico Van Kerckhoven    | 14. prosince 1970 |             | FC Schalke 04     |
| Peter Van Der Heyden   | 16. července 1976 |             | Club Brugge KV    |
| Jacky Peeters          | 13. prosince 1969 |             | KAA Gent          |
| Daniel Van Buyten      | 7. února 1978     |             | Marseille         |
| Záložníci              |                   |             |                   |
| Timmy Simons           | 11. prosince 1976 |             | Club Brugge KV    |
| Bart Goor              | 9. dubna 1973     |             | Hertha BSC        |
| Johan Walem            | 1. února 1972     |             | Standard Lutych   |
| Gert Verheyen          | 20. září 1970     |             | Club Brugge KV    |
| Sven Vermant           | 4. dubna 1973     |             | FC Schalke 04     |
| Gaëtan Englebert       | 11. června 1976   |             | Club Brugge KV    |
| Yves Vanderhaeghe      | 30. ledna 1970    |             | RSC Anderlecht    |
| Bernd Thijs            | 28. června 1978   |             | KRC Genk          |
| Danny Boffin           | 10. července 1965 |             | St. Truiden       |
| Útočníci               |                   |             |                   |
| Marc Wilmots –         | 22. února 1969    |             | FC Schalke 04     |
| Wesley Sonck           | 9. srpna 1978     |             | KRC Genk          |
| Branko Strupar         | 9. února 1970     |             | Derby County FC   |
| Mbo Mpenza             | 4. prosince 1976  |             | RE Mouscron       |

### Japonsko
Hlavní trenér:  Philippe Troussier

| Jméno             | Datum narození    | Datum úmrtí                    | Klub                |
| Brankáři          | Brankáři          | Brankáři                       | Brankáři            |
| ----------------- | ----------------- | ------------------------------ | ------------------- |
| Jošikacu Kawaguči | 15. srpna 1975    |                                | Portsmouth FC       |
| Seigó Narazaki    | 15. dubna 1976    |                                | Nagoja Grampus      |
| Hitoši Sogahata   | 2. srpna 1979     |                                | Kašima Antlers      |
| Obránci           |                   |                                |                     |
| Jutaka Akita      | 6. srpna 1970     |                                | Kašima Antlers      |
| Naoki Macuda      | 14. března 1977   | 4. srpna 2011 (ve věku 34 let) | Jokohama F. Marinos |
| Rjúzó Morioka     | 7. října 1975     |                                | Šimizu S-Pulse      |
| Tošihiro Hattori  | 23. září 1973     |                                | Júbilo Iwata        |
| Kódži Nakata      | 9. července 1979  |                                | Kašima Antlers      |
| Cunejasu Mijamoto | 7. února 1977     |                                | Gamba Ósaka         |
| Záložníci         |                   |                                |                     |
| Džun’iči Inamoto  | 18. září 1979     |                                | Arsenal FC          |
| Hidetoši Nakata   | 22. ledna 1977    |                                | Parma AC            |
| Hiroaki Morišima  | 30. dubna 1972    |                                | Cerezo Ósaka        |
| Alessandro Santos | 20. července 1977 |                                | Šimizu S-Pulse      |
| Takaši Fukuniši   | 1. září 1976      |                                | Júbilo Iwata        |
| Šindži Ono        | 27. září 1979     |                                | Feyenoord           |
| Micuo Ogasawara   | 5. dubna 1979     |                                | Kašima Antlers      |
| Tomokazu Mjódžin  | 24. ledna 1978    |                                | Kašiwa Reysol       |
| Kazujuki Toda     | 30. prosince 1977 |                                | Šimizu S-Pulse      |
| Daisuke Ičikawa   | 14. května 1980   |                                | Šimizu S-Pulse      |
| Útočníci          |                   |                                |                     |
| Akinori Nišizawa  | 18. června 1976   |                                | Cerezo Ósaka        |
| Masaši Nakajama – | 23. září 1967     |                                | Júbilo Iwata        |
| Takajuki Suzuki   | 5. června 1976    |                                | Kašima Antlers      |
| Acuši Janagisawa  | 27. května 1977   |                                | Kašima Antlers      |

### Rusko
Hlavní trenér: Oleg Romancev

| Jméno                | Datum narození     | Datum úmrtí | Klub                     |
| Brankáři             | Brankáři           | Brankáři    | Brankáři                 |
| -------------------- | ------------------ | ----------- | ------------------------ |
| Ruslan Nigmatullin   | 7. října 1974      |             | Hellas Verona FC         |
| Stanislav Čerčesov   | 2. září 1963       |             | FC Swarovski Tirol       |
| Aleksandr Filimonov  | 15. října 1973     |             | FC Elista                |
| Obránci              |                    |             |                          |
| Jurij Kovtun         | 5. ledna 1970      |             | FK Spartak Moskva        |
| Jurij Nikiforov      | 16. září 1970      |             | PSV Eindhoven            |
| Andrej Solomatin     | 9. září 1975       |             | PFK CSKA Moskva          |
| Viktor Onopko –      | 14. října 1969     |             | Real Oviedo              |
| Vjačeslav Dajev      | 6. září 1972       |             | PFK CSKA Moskva          |
| Igor Čugajnov        | 6. dubna 1970      |             | FC Elista                |
| Dmitrij Sennikov     | 24. června 1976    |             | FK Lokomotiv Moskva      |
| Záložníci            |                    |             |                          |
| Aleksej Smertin      | 1. května 1975     |             | FC Girondins de Bordeaux |
| Igor Semšov          | 6. dubna 1978      |             | FK Torpedo Moskva        |
| Valerij Karpin       | 2. 2. 1969         |             | Celta de Vigo            |
| Jegor Titov          | 29. května 1976    |             | FK Spartak Moskva        |
| Alexandr Mostovoj    | 22. srpna 1968     |             | Celta de Vigo            |
| Dmitrij Aleničev     | 20. října 1972     |             | FC Porto                 |
| Sergej Semak         | 27. února 1976     |             | PFK CSKA Moskva          |
| Marat Izmajlov       | 21. září 1982      |             | FK Lokomotiv Moskva      |
| Dmitrij Chochlov     | 22. prosince 1975  |             | Real Sociedad            |
| Útočníci             |                    |             |                          |
| Vladimir Běsčastnych | 1. dubna 1974      |             | FK Spartak Moskva        |
| Alexandr Keržakov    | 27. listopadu 1982 |             | FK Zenit Sankt-Petěrburg |
| Ruslan Pimenov       | 25. listopadu 1981 |             | FK Lokomotiv Moskva      |
| Dmitrij Syčev        | 26. října 1983     |             | FK Spartak Moskva        |

### Tunisko
Hlavní trenér: Ammar Souayah

| Jméno            | Datum narození     | Datum úmrtí | Klub          |
| Brankáři         | Brankáři           | Brankáři    | Brankáři      |
| ---------------- | ------------------ | ----------- | ------------- |
| Ali Boumnijel    | 13. dubna 1966     |             | SC Bastia     |
| Hassen Bejaoui   | 14. února 1976     |             | CA Bizertin   |
| Ahmed Jaouachi   | 13. července 1975  |             | US Monastir   |
| Obránci          |                    |             |               |
| Khaled Badra –   | 8. dubna 1973      |             | Espérance     |
| Mohamed Mkacher  | 25. května 1975    |             | ES Sahel      |
| Hatem Trabelsi   | 25. ledna 1977     |             | AFC Ajax      |
| Raouf Bouzaiene  | 16. srpna 1970     |             | Janov CFC     |
| Hamdi Marzouki   | 23. ledna 1977     |             | Club Africain |
| Radhi Jaïdi      | 30. srpna 1975     |             | Espérance     |
| Tarek Thabet     | 16. srpna 1971     |             | Espérance     |
| Emir Mkademi     | 20. srpna 1978     |             | ES Sahel      |
| José Clayton     | 21. března 1974    |             | Espérance     |
| Záložníci        |                    |             |               |
| Zoubeir Baya     | 15. května 1971    |             | Beşiktaş JK   |
| Imed Mhedhebi    | 22. března 1976    |             | Janov CFC     |
| Hassen Gabsi     | 23. února 1974     |             | Janov CFC     |
| Kaies Ghodhbane  | 7. ledna 1976      |             | ES Sahel      |
| Riadh Bouazizi   | 8. dubna 1973      |             | Bursaspor     |
| Selim Ben Achour | 8. září 1981       |             | FC Martigues  |
| Mourad Melki     | 9. května 1975     |             | Espérance     |
| Útočníci         |                    |             |               |
| Ziad Jaziri      | 12. července 1978  |             | ES Sahel      |
| Riadh Jelassiho  | 7. července 1971   |             | Club Africain |
| Adel Sellimi     | 16. listopadu 1972 |             | SC Freiburg   |
| Ali Zitouni      | 11. ledna 1981     |             | Espérance     |